# Indulgència
La indulgència és el perdó dels pecats, o dels càstigs associats, després de la confessió, l'absolució i de la realització d'una gesta tipificada (com la peregrinació a llocs considerats sants, pregar el rosari o seguir el Via Crucis). Les indulgències van arribar a ser un negoci a l'edat moderna, ja que el clergat venia absolucions a canvi de béns i diners per la por a l'Infern dels creients. Aquests abusos van ser un dels motius que van provocar el protestantisme.
El fet de poder adquirir una indulgència es deu a la doctrina de la comunió dels sants, per la qual una persona pot «netejar» la culpa d'altri, atès que Jesús va salvar tota la humanitat i amb el seu patiment va crear una comunitat. Per això es justifiquen les oracions, donatius i promeses de parents i coneguts per facilitar l'ascens al Cel dels morts propers.
La indulgència plenària denota la remissió de totes les penes temporals (per ser servit al Purgatori i, per tant, no etern) pels pecats comesos.